# Талкитна (река)
Талкитна (англ. Talkeetna River, атна: Taa’i Na’) — река в южной части штата Аляска, США. В административном отношении протекает по территории боро Матануска-Суситна.
Высота истока — 1300 м над уровнем моря. Высота устья — 103 м над уровнем моря.
Берёт начало из ледника Талкитна в горах Талкитна и течёт в верхнем течении преимущественно на северо-запад, а в среднем и нижнем течении — на юго-запад. Впадает в реку Суситна, которая далее несёт свои воды в Залив Кука. В устье реки расположена деревня Талкитна. Длина реки составляет 137 км.